# Patos do Piauí
Patos do Piauí es un municipio brasileño del estado del Piauí. Se localiza a una latitud 7°40′3″ S y a una longitud 41°14′37″ O, estando a una altitud de 0 metros. Su población estimada en 2004 era de 5 756 habitantes.
Posee un área de 779,48 km².